# Tommi Evilä
Jaakko Tommi Kristian Evilä  (Tampere, 6 de abril de 1980) é um atleta finlandês especialista no salto em distância.
Em 2005 obteve seu resultado melhor resultado quando, com a marca de 8,25 metros, conquistou a medalha de bronze no Campeonato Mundial de Helsinque. Participou dos Jogos Olímpicos de Verão de 2008, em Pequim, mas não passou da fase de classificação, finalizando no 17º lugar.